# Solanum hamatile
Solanum hamatile là loài thực vật có hoa trong họ Cà. Loài này được Brandegee miêu tả khoa học đầu tiên năm 1915.